# Thomas Heywood
Thomas Heywood (ca. 1572— augustus 1641?) was een vooraanstaand Engels toneelschrijver en acteur in de bloeitijd van het Engels renaissancetheater ten tijde van Elizabeth I en Jacobus I.
Over Heywoods vroege leven is zeer weinig bekend. Zijn geboortedatum viel vermoedelijk in de eerste helft van de jaren 1570. Ook over zijn sterfdatum is geen zekerheid; sommige bronnen spreken zelfs van 1650. Aangenomen wordt dat hij de zoon was van een geestelijke uit Lincolnshire en dat hij zou zijn opgeleid in Cambridge.
Uit aantekeningen in de 'Diary' van de Londense theaterondernemer Philip Henslowe wordt duidelijk dat hij in 1596 in Londen verbleef, waar hij werkte bij het toneelgezelschap Admiral's Men.
Er is geen vermelding van een salaris, zodat aangenomen wordt dat hij aandeelhouder was van het gezelschap. Later werkte hij bij verschillende andere toneelgroepen, zoals Lord Southampton's Men, Lord Strange's Men en Worcester's Men, dat later bekendstond als Queen Anne's Men. Voor dit laatste gezelschap gold hij als 'huisschrijver'.
Heywood was een veelschrijver. In het voorwoord van The English Traveller uit 1633 beweert hij de hand te hebben gehad in zeker 220 werken. Uit onderzoek blijkt dat slechts 23 stukken en acht masques met zekerheid geheel of gedeeltelijk aan hem kunnen worden toegeschreven.
Uit de veelheid van vermelde werken is overigens weinig van blijvende waarde gebleken. Veel van zijn werk bestond uit gelegenheidsstukken, die de tand des tijds niet hebben kunnen doorstaan.
Onder Heywoods toneelwerken bevonden zich King Henry the Fourth (1599), If You Know Not Me, You Know No Bodie; or The Troubles of Queen Elizabeth (deel I: 1605, deel II: 1606), A Woman Killed with Kindness (1607), The Fayre Maide of the Exchange (1607), The Rape of Lucrece (1608), The Golden Age (1611), The Silver Age en The Brazen Age (1613) en The Iron Age (ca. 1632).
Heywoods blijvende reputatie is vooral te danken aan de tragedie A Woman Killed with Kindness (1607), dat in vergelijking met zijn andere werk en dat van zijn tijdgenoten een bijzonder hoog niveau haalt.

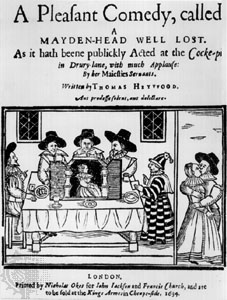
Titelpagina van A Pleasant Comedy, Called a Maidenhead Well Lost, 1634

## Een overzicht
- The Royall King and the Loyall Subject (opgevoerd rond 1600; gedrukt in 1637)
- The Fair Maid of the West or a Girle Worth Gold (1631)
- The Fayre Maid of the Exchange
- The Late Lancashire Witches (1634), met Richard Brome
- (A Pleasant Comedy, called) A Mayden-Head Well Lost (1634)
- A Challenge for Beautie (1636)
- The Wise-Woman of Hogsdon (gedrukt in 1638)
- Fortune by Land and Sea (gedrukt in 1655) met William Rowley
- The Golden Age, The Silver Age, The Brazen Age en The Iron Age (1611, 1613, 1632)
- Loves Maistresse or The Queens Masque (gedrukt in 1636)
- The Tragedy of the Rape of Lucrece (1608)
- Troia Britannica, or Great Britain's Troy (1609), een gedicht
- An Apology for Actors, Containing Three Brief Treatises (1612)
- Gynaikeion or Nine Books of Various History Concerning Women (1624)
- England's Elizabeth, Her Life and Troubles During Her Minority from Time Cradle to the Crown (1631)
- The Hierarchy of the Blessed Angels (1635), een didactisch gedicht
- A Woman Killed with Kindness (1607)
- Pleasant Dialogue, and Dramas Selected Out of Lucian, etc. (1637)
- The Life of Merlin surnamed Ambrosius (1641)

- Bibsys: 90201274
- Bibliothèque nationale de France: cb12158261b (data)
- Gemeinsame Normdatei: 118774395
- International Standard Name Identifier: 0000 0001 0917 1816
- Library of Congress Control Number: n79117155
- MusicBrainz: 084f2b20-1129-4d9e-808d-ec514ca6cdac
- Nationale Bibliotheek van Tsjechië: kv2009496938
- Nationale bibliotheek van Australië: 35192681
- Nationale Bibliotheek van Israël: 987007275570605171
- Nederlandse Thesaurus van Auteursnamen: 068954409
- Réseau des bibliothèques de Suisse occidentale: 02-A003370186
- LIBRIS: 319883
- SNAC: w6m33vzg
- Système universitaire de documentation: 030098483
- Virtual International Authority File: 76355576
- WorldCat: E39PBJk968g3R7WFXHMYp3R3Qq